# Kadeem Hardison
Kadeem Hardison (ur. 24 lipca 1965 w New York City, Nowy Jork w USA) – amerykański aktor. Najbardziej znany z ról Charlesa Atwooda w serialu dla młodzieży To tylko gra oraz Juliusa Jonesa w horrorze Wesa Cravena Wampir w Brooklynie (1995).